# 이중화 (야구인)
이중화(李重和, 1964년 2월 11일~)는 1996년 현역 야구 선수에서 은퇴한 야구인이자 야구 해설가였던 기업가 겸 방송인이다.
1996년에 야구에서 은퇴를 선언할때까지 지난날 9년간을 프로 야구 선수로 뛰었었으며 특히 KBO 리그 빙그레 이글스 팀에 소속되었던 시절에 상당히도 이름을 날렸었던 전직 야구 선수 출신이었었고 1996년 야구 선수 은퇴 이후 잠시 야구 해설가로도 활약하였었다. 일단 그는, 충청북도 청주시에서 출생하였고, 지난날 한때 서울 마포(1964년 8월~1965년 1월)에서 잠시 유아기를 보낸 적이 있는 그는 이후 첫돌이 되기 아직 한 달 남짓 이전이었던 1965년 1월 중순에 충청북도 청주시로 귀향하여 주로 줄곧 충청북도 청주시(1965년 1월~1968년 3월)와 충청남도 대전시(1968년 3월~1976년 2월)에서 성장하였다.

## 학력
- 대전선화국교 졸업
- 청주중학교 졸업
- 청주고등학교 졸업
- 동국대학교 체육교육학과 학사(1986년)

## 주요 기록
- 진한 바탕은 한국 프로 야구 최초 기록임

| 기록              | 날짜        | 소속   | 구장 | 상대팀 | 상대 투수 | 경기수          | 달성 당시 나이 | 기타                                          | 각주  |
| ----------------- | ----------- | ------ | ---- | ------ | --------- | --------------- | -------------- | --------------------------------------------- | ----- |
| 21 연속 도루 성공 | 1989. 8. 25 | 빙그레 | 대전 | OB     |           | 31세 2개월 24일 |                | 8회 볼넷 출루 후 2루 도루 성공, 3루 도루 실패 | [ 1 ] |